# 피아노 소나타 6번 (스크랴빈)
알렉산드르 스크랴빈의 피아노 소나타 6번 Op. 62는 1911년에 작곡되었다. 스크랴빈의 후기 피아노 소나타 중 하나이기 때문에 음악은 단일 악장으로 구성되며 거의 무조다.
이 작품은 일반적으로 약 11 – 12분 동안 지속되는 단일 악장으로 구성되었다.